# El judici de Paris (Rafael)
El judici de Paris és una obra pictòrica perduda del pintor Raffaello Sanzio, un fresc conegut gràcies als gravats realitzats per Marcantonio Raimondi cap els anys 1514-1518. El tema representa el mite grec sobre el judici de Paris, un dels més representats en la història de l'art, amb exemples de pintors d'èpoques tan variades com el Renaixement, el Barroc o pintors del segle xx.
La meitat dreta d'aquesta composició artística de Rafael va inspirar al també pintor Manet per a la disposició del grup central de la seva obra El dinar campestre de l'any 1863.